# جرمی کریستی
جرمی کریستی (انگلیسی: Jeremy Christie؛ زادهٔ ۲۲ مهٔ ۱۹۸۳) یک بازیکن فوتبال اهل نیوزیلند است.
وی همچنین در تیم ملی فوتبال نیوزیلند بازی کرده‌است.